# Shaw (Washington, D.C.)

Lage von Shaw in Washington, D.C.

Shaw ist ein Stadtviertel etwas nördlich des Zentrums von Washington, D.C. Es liegt zwischen M Street NW und Massachusetts Avenue NW im Süden, New Jersey Avenue NW im Osten, Florida Avenue NW im Norden und 11th Street NW im Westen. In Shaw liegt der U Street Corridor, der das wirtschaftliche und kulturelle Zentrum des Viertels bildet.

## Geschichte
Shaw wurde als Siedlung befreiter Sklaven außerhalb der ursprünglichen Stadt Washington gegründet und zunächst Uptown genannt. Seinen heutigen Namen erhielt es, weil eine im Stadtviertel gelegene Schule den Namen von Robert Gould Shaw trug, der im amerikanischen Bürgerkrieg Kommandeur einer der ersten aus afroamerikanischen Soldaten bestehenden Einheiten war, der 54th Massachusetts Volunteer Infantry.
In der ersten Hälfte des 20. Jahrhunderts war Shaw, insbesondere der U Street Corridor, kulturelles und wirtschaftliches Zentrum der afroamerikanischen Bevölkerung Washingtons. Bis in die 20er Jahre (als Shaw diesbezüglich von Harlem überholt wurde) war die Gegend um die U Street sogar das größte und wichtigste städtische Zentrum der afroamerikanischen Elite in den USA. Auch die 1867 gegründete, historische afroamerikanische Howard University befindet sich in Shaw.
Nach der Ermordung Martin Luther Kings im April 1968 gab es in Shaw schwere Unruhen, bei denen zahlreiche Gebäude niedergebrannt wurden. In der Folge begann in den 70er Jahren der Niedergang des Viertels, die Gegend um die Kreuzung U Street/14. Straße entwickelte sich zu einem Schwerpunkt der Kleinkriminalität und des Drogenhandels. Seit Mitte der 90er Jahre haben Revitalisierungsmaßnahmen und das entschlossene Vorgehen gegen die Kriminalität dem Viertel einen erneuten Aufschwung beschert. In den letzten Jahren ist eine deutliche Gentrifizierung zu beobachten.

## Wissenswertes
- Duke Ellington ist in Shaw geboren und aufgewachsen.
- Die U Street war lange ein wichtiges Zentrum der Musikszene Washingtons, mit zahlreichen bekannten Theatern und Clubs (Lincoln Theatre, Howard Theatre, Bohemian Caverns). Seit dem Aufleben des Viertels in den 90er Jahren knüpft die U Street an diese Tradition wieder an.
- In Teilen von Shaw gibt es seit den 90er Jahren einen hohen Anteil von Einwanderern aus Äthiopien. Man findet dort deshalb auch zahlreiche äthiopische Restaurants.